# 세라 페일린
세라 루이즈 페일린 (혼전성 히스(Heath), 영어: Sarah Louise Palin, 1964년 2월 11일 ~ )은 미국의 정치인이다. 공화당 소속으로 알래스카 주지사로 재직 중, 2008년 대통령 선거에서 존 매케인 대통령 후보의 부통령 러닝메이트로 지명되었으나 낙선하였다. 2009년 6월, 알래스카 주지사직을 사임하였다.

## 어린 시절
아이다호주에서 태어났으며, 결혼 전 성은 히스(Heath)이다. 세라 히스가 태어난 지 얼마 지나지 않아 부모는 자녀들을 데리고 알래스카주 스캐그웨이로 옮겼고, 그 후 앵커리지 교외의 와실라에 정착하였다. 세라 히스는 와실라에서 평범하게 성장하였다. 와실라 고등학교 졸업 후 1982년 하와이 퍼시픽 대학교, 노스아이다호 대학교를 거쳐 아이다호 대학교(모스코 소재)에서 언론학과 정치학을 전공하였다. 그는 학창 시절 농구 선수로 활동하였고, 1984년에는 알래스카주 미인 대회에 출전한 경력이 있다. 학업을 마친 세라 히스는 알래스카 주로 돌아와 앵커리지의 지역 방송국에서 일하기 시작했으며, 곧 와실라의 지역 신문사로 옮겼다. 1988년 에스키모 혈통의 토드 페일린과 결혼하여 성을 페일린으로 고쳤다.

## 초기 정치 경력
지역 신문사에서 활동하던 페일린은 1992년 와실라 시의회 의원으로 선출되었고, 지역 사회의 비리를 폭로하여 유명해졌다. 1996년, 와실라 시장으로 선출되었다. 그는 처음에 젊은 여성이라는 불리한 위치에 있었으나 이를 극복하고 적극적인 개혁 정책을 실시하여 알래스카 주의 떠오르는 젊은 정치인으로 주목받게 되었고, 2002년 연방 상원의원에서 퇴임하고 주지사 선거에 출마하는 프랭크 머코스키의 상원의원 후임 또는 주지사 러닝메이트(부지사) 후보로 거론되었다. 그러나 부지사 후보로는 다른 사람이 지명되었고, 상원의원 자리도 프랭크 머코스키의 딸인 리사 머코스키가 물려받았고 페일린은 와실라 시장 자리에서 물러났다. 2003년 주지사로 선출된 머코스키에 의해 알래스카주 석유•가스보존위원회 윤리위원으로 임명되었으나, 동료 위원들의 비윤리적 행태에 반발하여 임명된 지 1년도 채 지나기 전에 사임하였다.

## 알래스카 주지사

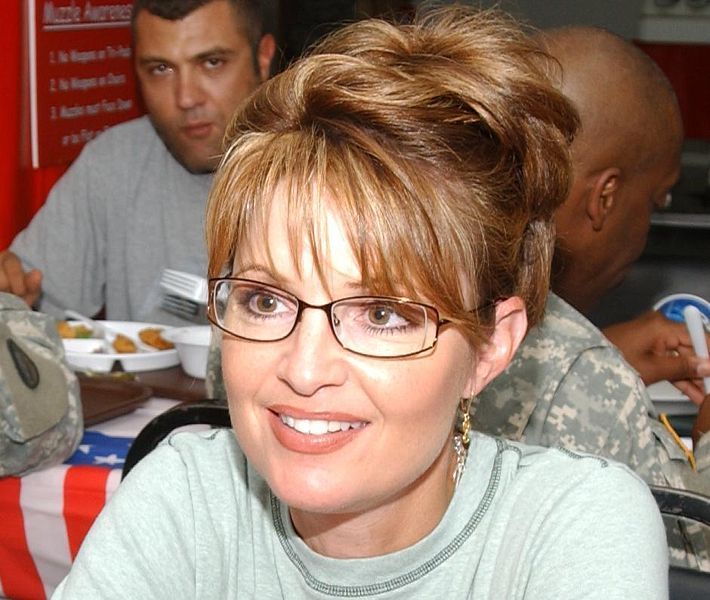
2007년 7월 24일에 페일린이 알래스카 방위군 군인들을 방문했다.

고령의 남성들이 지배하는 주 정치계에서 신선한 이미지의 인물로 주목받은 페일린 의원은 활동을 재개, 2006년 주지사 선거에 출마했다. 주지사 예비선거에서 개혁적 이미지를 앞세워 프랭크 머코스키를 꺾고 주지사 후보로 선출되었다. 알래스카 주에서 가장 유명한 정치인인 프랭크 머코스키 지사를 꺾고 후보로 선출된 것 자체만으로도 정계의 파란을 불러 일으켰으며, 11월 선거에서 민주당 소속의 전 주지사 토니 놀스를 큰 차이로 제치고 알래스카주 최초의 여성 주지사로 당선되었다. 또한 당선 당시 만 42세로, 알래스카주 역사상 최연소로 주지사 자리에 오른 것이기도 했다.
주지사 재임과 함께 페일린 지지는 석유 사업과 관련된 정계와 재계의 유착 관계를 개선하기 위한 대대적인 개혁 작업에 들어갔다. 또한 전임 주지사 시절 계속된 예산 낭비 사례를 개선하고, 감세로 경제를 활성화시키고 지출 요소를 없애기 위해 노력했다. 머코스키 전 주지사가 주 예산으로 구입했다 큰 논란을 불러일으켰던 주지사 전용기를 이베이에 경매로 내놓아 눈길을 끌기도 했다. 젊고 개혁적인 이미지의 여성에 여러 가지 주목받을 만한 행보로 그는 미국 변방의 주지사에서 차츰 다음 세대를 이끌 정치인으로 알려지게 되었다.

## 부통령 후보

### 지명 과정
페일린 지사는 2008년 대통령 선거에서 몇 차례 부통령 후보로 거론된 바 있다. 그러나 그의 정치 활동은 전부 알래스카 주에서만 이루어져 중앙 정치 무대 경험이 없고 전국적인 인지도도 높지 않아 그 가능성이 높은 것은 아니었다. 그렇지만, 2008년 8월 29일, 공화당 대통령 후보로 선출된 존 매케인 후보는 세라 페일린 지사를 부통령 러닝메이트로 선택했다고 전격적으로 발표했다. 페일린 지사는 비록 인지도가 낮았지만, 낙태에 반대하며, 정부의 재정지출 축소를 선호하는 등 보수적인 입장을 유지하면서도 젊은 여성이라는 점이 매케인의 약점인 고령을 보완하며 젊은 층의 표심을 잡을 수 있는 동시에 힐러리 클린턴 후보의 후보 선정 탈락으로 여성표까지 흡수할 수 있을 것으로 기대했기 때문인 것으로 분석되었다.
미국에서 여성으로 당선 가능성이 있는 주요 정당 소속으로 부통령 후보로 지명된 것은 1984년의 제럴딘 페라로에 이어 사상 두 번째였다. 페일린의 부통령 지명 자체는 세계적으로도 관심을 모은 큰 사건이었으며, 이로써 매케인 후보는 부통령 후보 지명 직후 지지율 향상을 이룰 수 있었다.

### 선거 운동과 낙선

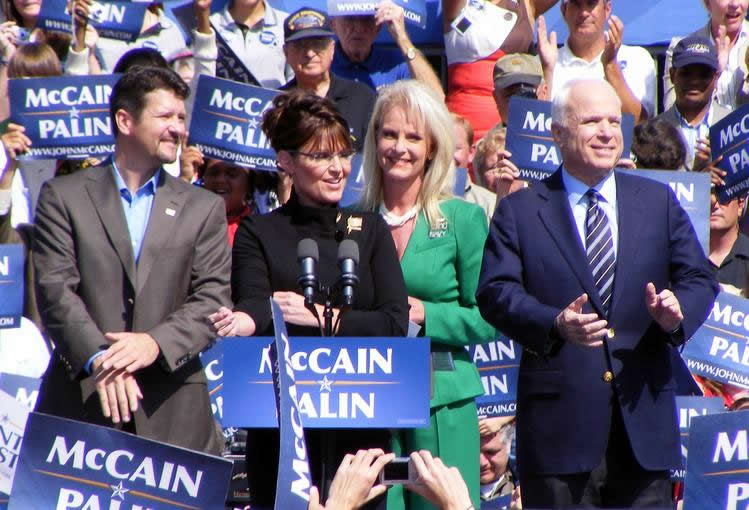
2008년 9월 버지니아 페어폭스에서 선거운동 중인 페일린과 메케인 후보.

2008년 9월 1일, 미네소타주 세인트폴에서 열린 공화당 전당대회에서 페일린은 정식으로 부통령 후보로 지명되었다. 한편, 전당대회 직전 페일린의 17살 난 딸이 혼전임신을 했다는 사실이 보도되어 논란이 불거졌다. 전당대회를 통해 공화당은 페일린 후보를 부각시키려 했으나, 허리케인 구스타브가 남부지방을 강타하여 행사 규모가 축소된데다가 혼전임신 스캔들로 오히려 페일린은 구설수에 오르는 수모를 겪었다. 공화당은 상황 수습에 나서 여러 인사들이 페일린 지사를 옹호하고 나섰고, 페일린은 3일에 있었던 전당대회 연설에서 자신을 비판한 언론에 반격하였다.
2008년 11월 4일 선거에서 민주당의 버락 오바마, 조 바이든 후보에게 365 대 173으로 패했다.

## 대통령 선거 이후
2009년 7월 3일 알래스카 주지사 재선에 도전하지 않고 오는 25일 사퇴하며 남은 기간은 숀 파넬 부지사에게 지사직을 인계한다고 선언했다.

## 역대 선거 결과
| 선거명        | 직책명                         | 대수  | 정당   | 1차 득표율 | 1차 득표수 (선거인단) | 2차 득표율 | 2차 득표수 | 3차 득표율 | 3차 득표수 | 결과 | 당락                 |
| ------------- | ------------------------------ | ----- | ------ | ---------- | --------------------- | ---------- | ---------- | ---------- | ---------- | ---- | -------------------- |
| 1992년 선거   | 시의회 (와실라 E선거구)        | 12대  | 무소속 | 57.66%     | 530표                 |            |            |            |            | 1위  | 알래스카 시의원 당선 |
| 1995년 선거   | 시의회 (와실라 E선거구)        | 13대  | 무소속 | 69.06%     | 413표                 |            |            |            |            | 1위  | 와실라 시의원 당선   |
| 1996년 선거   | 와실라 시장                    | 20대  | 무소속 | 57.66%     | 651표                 |            |            |            |            | 1위  | 와실라 시장 당선     |
| 1999년 선거   | 와실라 시장                    | 20대  | 무소속 | 73.60%     | 909표                 |            |            |            |            | 1위  | 와실라 시장 당선     |
| 2006년 선거   | 알래스카 주지사                | 9대   | 공화당 | 48.33%     | 114,697표             |            |            |            |            | 1위  | 알래스카 주지사 당선 |
| 2008년 선거   | 미국의 부통령                  | 47대  | 공화당 | 45.67%     | 59,934,814표 (173명)  |            |            |            |            | 2위  | 낙선                 |
| 2022년 재선거 | 하원의원 (알래스카 광역선거구) | 117대 | 공화당 | 30.93%     | 58,328표              | 48.53%     | 85,987표   |            |            | 2위  | 낙선                 |
| 2022년 선거   | 하원의원 (알래스카 광역선거구) | 118대 | 공화당 | 25.74%     | 67,732표              | 26.32%     | 69,242표   | 45.06%     | 112,255표  | 2위  | 낙선                 |

## 참고 자료
- 위키미디어 공용에 세라 페일린 관련 미디어 분류가 있습니다.
- (영어) 세라 페일린  - 공식 웹사이트
- (영어) 세라 페일린의 채널 - 유튜브
- (영어) 세라 페일린 - 인스타그램
- (영어) 세라 페일린 - X
- (영어) 세라 페일린 - 페이스북